# Torghatten AB
Torghatten AB är ett svenskt rederi inom den norska koncernen Torghatten AS. Rederiet bedriver idag ingen trafik och äger inga fartyg. Torghatten tilldelades under 2024 Västtrafiks upphandlingar om färjetrafik till Koster i Strömstads Kommun och i Göteborgs södra skärgård. Trafiken i Göteborgs södra skärgård kommer att göras om på nytt efter en dom i förvaltningsrätten, men för trafiken till Koster kommer Torghatten tillhandahålla fyra fartyg till trafik start 2026. 

## Framtida flotta
| Fartyg | År    | Passagerare | Linje | Drivkälla | Varv    |
| ------ | ----- | ----------- | ----- | --------- | ------- |
| TBD    | 2026* | 248         | 899   | El        | Työvene |
| TBD    | 2026* | 248         | 899   | El        | Työvene |

Torghatten har beställt två elfärjor vid finska varvet Uudenkaupungin Työvene Oy för trafiken till Koster, Torghatten kommer dessutom köpa betingande färjor och bygga om för att klara Västtrafiks krav. 